# Orseis grasslei
Orseis grasslei är en ringmaskart som beskrevs av Blake 1985. Orseis grasslei ingår i släktet Orseis och familjen Hesionidae. Inga underarter finns listade i Catalogue of Life.